# 마리아 엘레나 보스키
마리아 엘레나 보스키(이탈리아어: Maria Elena Boschi, 1981년 1월 24일 ~ )는 이탈리아의 정치인, 변호사이다. 2014년 마테오 렌치 총리가 구조개혁에 착수하면서 헌법개혁장관직에 보스키가 지명되었다. 처음에는 냉소적 반응이 주를 이루었으나, 보스키는 총 315석의 상원의원을 100석으로 줄이는 개혁을 단행하며 능력을 증명하였다.